# شو لو
شو لو (بالإنجليزية: Show Low, Arizona)‏ هي بلدة تقع في مقاطعة نافاهو، أريزونا بولاية أريزونا في الولايات المتحدة. تأسست عام 1870، تبلغ مساحتها 72.3 (كم²)، وترتفع عن سطح البحر 1934 م، بلغ عدد سكانها 10660 نسمة في عام 2010 حسب إحصاء مكتب تعداد الولايات المتحدة وتصل الكثافة السكانية فيها 147.44 نسمة/كم2.

## التركيبة السكانية
حدّد مكتب تعداد الولايات المتحدة بيانات التركيبة السكانية لشو لو في تعداد الولايات المتحدة. في ما يلي، التركيبة السكانية حسب تعدادي 2000 و2010.

### تعداد عام 2000
بلغ عدد سكان شو لو 7,695 نسمة بحسب تعداد عام 2000، وبلغ عدد الأسر 2,885 أسرة وعدد العائلات 2,117 عائلة مقيمة في المدينة. في حين سجلت الكثافة السكانية 45 نسمة لكل كيلومتر مربع (116.5/ميل2). وبلغ عدد الوحدات السكنية 4,337 وحدة بمتوسط كثافة قدره 25.4 لكل كيلومتر مربع (65.8/ميل2).
وتوزع التركيب العرقي للمدينة بنسبة 88.99% من البيض و0.27% من الأمريكيين الأفارقة و3.92% من الأمريكيين الأصليين و0.65% من الأمريكيين ذوي الأصول الآسيوية و0.08% من سكان جزر المحيط الهادئ و4.05% من الأعراق الأخرى و2.03% من عرقين مختلطين أو أكثر و10.33% من الهسبانيون أو اللاتينيون من أي عرق.
بلغ عدد الأسر 2,885 أسرة كانت نسبة 38% منها لديها أطفال تحت سن الثامنة عشر تعيش معهم، وبلغت نسبة الأزواج القاطنين مع بعضهم البعض 58.2% من أصل المجموع الكلي للأسر، ونسبة 11.1% من الأسر كان لديها معيلات من الإناث دون وجود شريك، بينما كانت نسبة 4.1% من الأسر لديها معيلون من الذكور دون وجود شريكة وكانت نسبة 26.6% من غير العائلات. تألفت نسبة 21.9% من أصل جميع الأسر من عدة أفراد يعيشون في نفس المنزل ونسبة 9.5% كانت تتألف من شخص يعيش بمفرده يبلغ من العمر 65 عاماً أو أكثر. وبلغ متوسط حجم الأسرة المعيشية 2.64، أما متوسط حجم العائلات فبلغ 3.07.
بلغ العمر الوسطي للسكان 36.6 عاماً. وكانت نسبة 29.2% من القاطنين تحت سن الثامنة عشر، وكانت نسبة 7.4% بين الثامنة عشر والرابعة والعشرين عاماً، ونسبة 24.8% كانت واقعةً في الفئة العمرية ما بين الخامسة والعشرين والرابعة والأربعين عاماً، ونسبة 23.2% كانت ما بين الخامسة والأربعين والرابعة والستين، ونسبة 14.2% كانت ضمن فئة الخامسة والستين عاماً فما فوق. يوجد لكل 100 أنثى 95.4 ذكر، ويوجد لكل 100 أنثى في الثامنة عشر من عمرها فما فوق 88.8 ذكر.
بلغ متوسط دخل الأسرة في المدينة 32,356 دولارًا، أما متوسط دخل العائلة فبلغ 36,397 دولارًا. وكان متوسط دخل الذكور 28,882 دولارًا مقابل 24,590 دولارًا للإناث. وسجل دخل الفرد الخاص بالمدينة 15,536 دولارًا. وكانت نسبة 11.7% من العائلات ونسبة 15% من السكان تحت خط الفقر، وكان من هؤلاء نسبة 24.1% تحت سن الثامنة عشر ونسبة 6% في الخامسة والستين من العمر وما فوق.

### تعداد عام 2010
بلغ عدد سكان شو لو 10,660 نسمة بحسب تعداد عام 2010، وبلغ عدد الأسر 4,368 أسرة وعدد العائلات 2,912 عائلة مقيمة في المدينة. في حين سجلت الكثافة السكانية 62.4 نسمة لكل كيلومتر مربع (161.6/ميل2). وبلغ عدد الوحدات السكنية 7,722 وحدة بمتوسط كثافة قدره 45.2 لكل كيلومتر مربع (117.1/ميل2).
وتوزع التركيب العرقي للمدينة بنسبة 87.63% من البيض و0.44% من الأمريكيين الأفارقة و4.11% من الأمريكيين الأصليين و0.79% من الأمريكيين ذوي الأصول الآسيوية و0.15% من سكان جزر المحيط الهادئ و4.19% من الأعراق الأخرى و2.69% من عرقين مختلطين أو أكثر و12.76% من الهسبانيون أو اللاتينيون من أي عرق.
بلغ عدد الأسر 4,368 أسرة كانت نسبة 28.9% منها لديها أطفال تحت سن الثامنة عشر تعيش معهم، وبلغت نسبة الأزواج القاطنين مع بعضهم البعض 51% من أصل المجموع الكلي للأسر، ونسبة 11.3% من الأسر كان لديها معيلات من الإناث دون وجود شريك، بينما كانت نسبة 4.4% من الأسر لديها معيلون من الذكور دون وجود شريكة وكانت نسبة 33.3% من غير العائلات. تألفت نسبة 27.6% من أصل جميع الأسر من عدة أفراد يعيشون في نفس المنزل ونسبة 11.5% كانت تتألف من شخص يعيش بمفرده يبلغ من العمر 65 عاماً أو أكثر. وبلغ متوسط حجم الأسرة المعيشية 2.42، أما متوسط حجم العائلات فبلغ 2.94.
بلغ العمر الوسطي للسكان 42.4 عاماً. وكانت نسبة 24.2% من القاطنين تحت سن الثامنة عشر، وكانت نسبة 7.5% بين الثامنة عشر والرابعة والعشرين عاماً، ونسبة 21.1% كانت واقعةً في الفئة العمرية ما بين الخامسة والعشرين والرابعة والأربعين عاماً، ونسبة 28% كانت ما بين الخامسة والأربعين والرابعة والستين، ونسبة 19.3% كانت ضمن فئة الخامسة والستين عاماً فما فوق. وتوزع التركيب الجنسي للسكان بنسبة 48.5% ذكور و51.5% إناث.

## المناخ
يظهر الجدول التالي التغييرات المناخية على مدار السنة لشو لو:
| البيانات المناخية لـشو لو           | البيانات المناخية لـشو لو | البيانات المناخية لـشو لو | البيانات المناخية لـشو لو | البيانات المناخية لـشو لو | البيانات المناخية لـشو لو | البيانات المناخية لـشو لو | البيانات المناخية لـشو لو | البيانات المناخية لـشو لو | البيانات المناخية لـشو لو | البيانات المناخية لـشو لو | البيانات المناخية لـشو لو | البيانات المناخية لـشو لو | البيانات المناخية لـشو لو |
| الشهر                               | يناير                     | فبراير                    | مارس                      | أبريل                     | مايو                      | يونيو                     | يوليو                     | أغسطس                     | سبتمبر                    | أكتوبر                    | نوفمبر                    | ديسمبر                    | المعدل السنوي             |
| ----------------------------------- | ------------------------- | ------------------------- | ------------------------- | ------------------------- | ------------------------- | ------------------------- | ------------------------- | ------------------------- | ------------------------- | ------------------------- | ------------------------- | ------------------------- | ------------------------- |
| الدرجة القصوى °ف (°م)               | 69 (21)                   | 71 (22)                   | 77 (25)                   | 84 (29)                   | 100 (38)                  | 98 (37)                   | 100 (38)                  | 95 (35)                   | 93 (34)                   | 86 (30)                   | 77 (25)                   | 68 (20)                   | 100 (38)                  |
| متوسط درجة الحرارة الكبرى °ف (°م)   | 47.2 (8.4)                | 52.4 (11.3)               | 57.7 (14.3)               | 65.6 (18.7)               | 74.4 (23.6)               | 84.6 (29.2)               | 86.9 (30.5)               | 83.9 (28.8)               | 79.3 (26.3)               | 68.8 (20.4)               | 56.2 (13.4)               | 47.7 (8.7)                | 67.1 (19.5)               |
| متوسط درجة الحرارة الصغرى °ف (°م)   | 22.9 (−5.1)               | 26.4 (−3.1)               | 31.4 (−0.3)               | 36.4 (2.4)                | 44.7 (7.1)                | 53.2 (11.8)               | 59.4 (15.2)               | 57.7 (14.3)               | 51.4 (10.8)               | 40.1 (4.5)                | 29.9 (−1.2)               | 23.0 (−5.0)               | 39.7 (4.3)                |
| أدنى درجة حرارة °ف (°م)             | −25 (−32)                 | −3 (−19)                  | −7 (−22)                  | 4 (−16)                   | 14 (−10)                  | 30 (−1)                   | 38 (3)                    | 37 (3)                    | 25 (−4)                   | 12 (−11)                  | −14 (−26)                 | −22 (−30)                 | −25 (−32)                 |
| الهطول إنش (مم)                     | 1.32 (34)                 | 1.37 (35)                 | 1.45 (37)                 | 0.68 (17)                 | 0.72 (18)                 | 0.46 (12)                 | 2.18 (55)                 | 3.30 (84)                 | 1.78 (45)                 | 1.76 (45)                 | 1.52 (39)                 | 1.59 (40)                 | 18.13 (461)               |
| متوسط تساقط الثلوج إنش (سم)         | 4.5 (11)                  | 5.3 (13)                  | 5.9 (15)                  | 2.1 (5.3)                 | 0 (0)                     | 0 (0)                     | 0 (0)                     | 0 (0)                     | 0 (0)                     | 0.6 (1.5)                 | 2.5 (6.4)                 | 5.6 (14)                  | 26.5 (66.2)               |
| متوسط أيام هطول الأمطار (≥ 0.01 in) | 6.2                       | 5.7                       | 6.8                       | 4.5                       | 4.2                       | 3.3                       | 11.1                      | 13.5                      | 7.2                       | 5.6                       | 4.8                       | 5.2                       | 78.1                      |
| متوسط الأيام المثلجة (≥ 0.1 in)     | 1.8                       | 1.6                       | 2.0                       | 0.7                       | 0                         | 0                         | 0                         | 0                         | 0                         | 0.2                       | 0.9                       | 1.7                       | 8.9                       |
| المصدر: NOAA                        |                           |                           |                           |                           |                           |                           |                           |                           |                           |                           |                           |                           |                           |

## وصلات خارجية
- The US50 - Cities and Towns in Arizona State
- Arizona Cities and Towns, Facts, Map, Flag, Colleges, Government, and More